# Belagerung von Neapel (536)
Iberischer Krieg
Thannuris – Dara – Satala – Callinicum – Martyropolis
Vandalenkrieg
Ad Decimum – Tricamarum
Gotenkrieg
1. Neapel – 1. Rom – Verona – Faventia – Mucellium – 2. Neapel – 2. Rom – 3. Rom – Sena Gallica – Busta Gallorum – Mons Lactarius – Casilinus
Eroberung von Spania
Maurenkriege
Mammes und Bourgaon – Babosis und Zerboule – Cillium – Marta – Felder von Cato
Lasischer Krieg
1. Petra – 2. Petra – 3. Petra – 1. Archäopolis – Cotais – 2. Archäopolis – Telephis–Ollaria – Onoguris (3. Archäopolis) – Phasis – Tzacher
Die Belagerung von Neapel 536 n. Chr. endete nach zwanzig Tagen mit der Eroberung und Plünderung der Stadt durch die Truppen des oströmischen Feldherrn Belisar.

## Verlauf
Nach der 535 erfolgten Landung und schnellen Eroberung Siziliens marschierte die etwa 8.000 Mann starke Armee des oströmischen Feldherrn Belisar, nach dem Übersetzen der Meerenge von Messina im späten Frühjahr 536, an der italienischen Küste entlang auf Neapel zu. Als die Einwohner der Stadt vom Herannahen des oströmischen Heeres hörten begannen sie, auch durch die dramatische Rhetorik zweier gotischer Anführer, heftigen Widerstand zu leisten. 
Belisar stellte sich im Angesicht der schweren Befestigung und des Widerstands der Bewohner der Stadt auf eine lange Belagerung ein. So schnitt er diese vom Meer durch seine Flotte, vom Land durch die Errichtung eines Feldlagers und von der Wasserversorgung durch die Unterbrechung der Aquädukte ab. Schließlich zeigte auch der anfängliche Beschuss der Stadt durch Belagerungsmaschinen nur wenig Wirkung. Erst durch einen isaurischen Verräter gelang es nach zwanzig Tagen der Belagerung die Stadt im Handstreich zu nehmen. Dieser zeigte den Byzantinern einen schmalen Zugang in der Nähe des Aquädukts, welches in die Stadt führte. Der Zugang wurde nun soweit verbreitert, dass sich in der Nacht etwa 400 vollausgerüstete bucellarii durch das Wasserversorgungssystem in die Stadt schleichen konnten. Die Wachmannschaften auf den Mauern wurden überwältigt und durch Trompetensignale den schon warteten Truppen das Zeichen zur Erstürmung der Mauern mittels Leitern gegeben. 
Nach der Eroberung wurde die 800 Mann starke Garnison der Goten gefangen genommen. Teile der Bevölkerung wurden versklavt und nach Nordafrika verkauft. Auch kam es, insbesondere durch die hunnischen Hilfstruppen Belisars, den Massageten, zu Plünderungen, Folterungen und Mord, so dass die Einnahme Neapels durch die Oströmer als besonders grausam galt. Im Angesicht dieser Gräueltaten ergab sich schließlich auch Rom nach relativ kurzer Belagerung durch Belisar im Dezember desselben Jahres.